# 坦波夫卡村委员会
坦波夫卡村委员会（俄语：Тамбовский сельсовет）是俄罗斯联邦阿穆尔州坦波夫卡区所属的一个村委员会。其下辖有4个居民点，行政中心为坦波夫卡。据2016年统计，该村委员会的人口为9114人。